# Шабан-Дельмас (стадион)
Стадион «Шабан-Дельмас» (фр. Stade Chaban-Delmas) — спортивный комплекс в городе Бордо, Франция. Стадион является домашней ареной для футбольного клуба «Бордо». Текущее название стадион получил в 2001 году.
Старое название «Парк Лескюр» было изменено в честь известного французского политика Жака Шабан-Дельмаса, на протяжении многих лет бывшего мэром Бордо. Шабан-Дельмас был также профессиональным теннисистом и регбистом.
Стадион был построен в качестве гоночного трека, на нём проходили соревнования в 1935 году. Позже стадион использовался в чемпионате мира по футболу 1938 года. Это был первый стадион в мире, на котором покрытие трибун построено без придерживающих столбов, мешающих наблюдать за матчами. В Бордо стадион получил статус исторического здания. Реконструировать крышу стадиона было сложно, поэтому были построены места под открытым небом на бывших велосипедных дорожках.
В 2007 году на стадионе прошел чемпионат мира по регби, в связи с этим здесь были установлены два больших экрана по 37 кв. м.

## Чемпионат мира по футболу 1938
Во время чемпионата на стадионе прошли два матча — четвертьфинал и матч за третье место. В то время вместимость стадиона составляла 25 000 человек.
- Бразилия —  Чехословакия 2:1 (четвертьфинал)
- Швеция —  Бразилия 2:4 (матч за 3-е место)

## Чемпионат мира по футболу 1998
На стадионе прошли пять групповых матчей и один матч плей-офф.
- Италия —  Чили 2:2 (11 июня 1998, группа B)
- Шотландия —  Норвегия 1:1 (16 июня 1998, группа А)
- Бельгия —  Мексика 2:2 (20 июня 1998, группа E)
- Саудовская Аравия 2-2  ЮАР : 24 июня 1998 (Группа C)
- Аргентина 1-0  Хорватия : 26 июня 1998 (Группа H)
- Румыния 0-1  Хорватия : 30 июня 1998 (1/8 финала)

## Чемпионат мира по регби 2007
В 2007 году на стадионе прошли регбийные матчи.
Группа B
- Канада —  Япония 12 — 12 (25 сентября 2007)
- Канада —  Австралия 6 — 37 (29 сентября 2007)

Группа D
- Ирландия 32 — 17  Намибия : 9 сентября 2007
- Ирландия 14 — 10  Грузия : 9 сентября 2007